# Ulica Warszawska w Katowicach
Ulica Warszawska – jedna z najważniejszych ulic w Katowicach, w dzielnicy Śródmieście. W XIX wieku był to ważny trakt, prowadzący do Mysłowic. Współcześnie stanowi główny szlak pieszo-komunikacyjny ścisłej strefy centrum miasta.
Rozpoczyna swój bieg przy Rynku w centrum Katowic, biegnie obok starej zabudowy Śródmieścia, budynku dawnego Banku Spółek Zarobkowych z 1923, Ewangelickiego Kościoła Zmartwychwstania Pańskiego, budynku katowickiego oddziału NBP, kościoła Mariackiego, krzyżuje się z ul. ks. Konstantego Damrota, ul. Górniczą i ul. Druckiego-Lubeckiego. Swój bieg kończy przy skrzyżowaniu z ul. Jerzego Dudy-Gracza, zmieniając nazwę na ul. 1 Maja.

## Historia

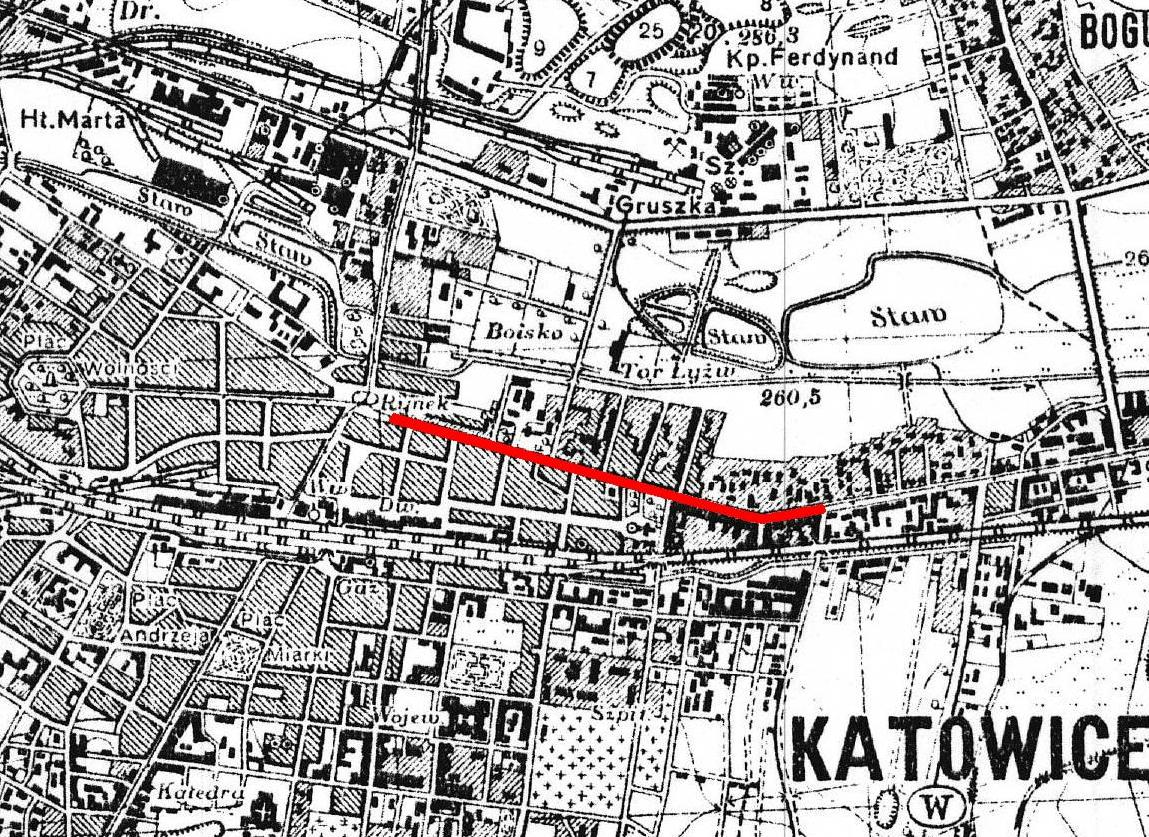
ul. Warszawska, zaznaczona czerwoną linią, na mapie Wojskowego Instytutu Geograficznego z 1933

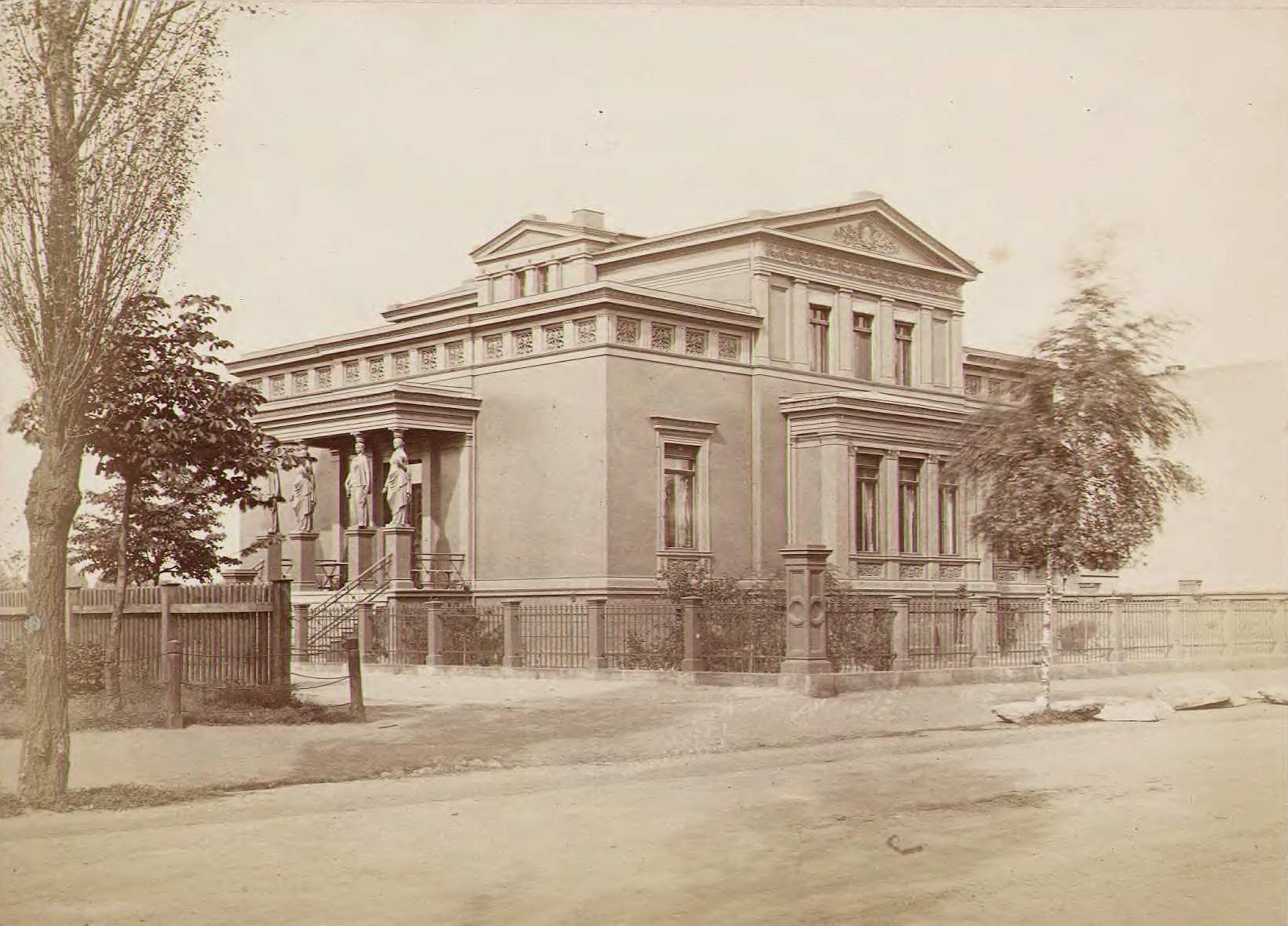
niesistniejąca już Willa Grundmanna

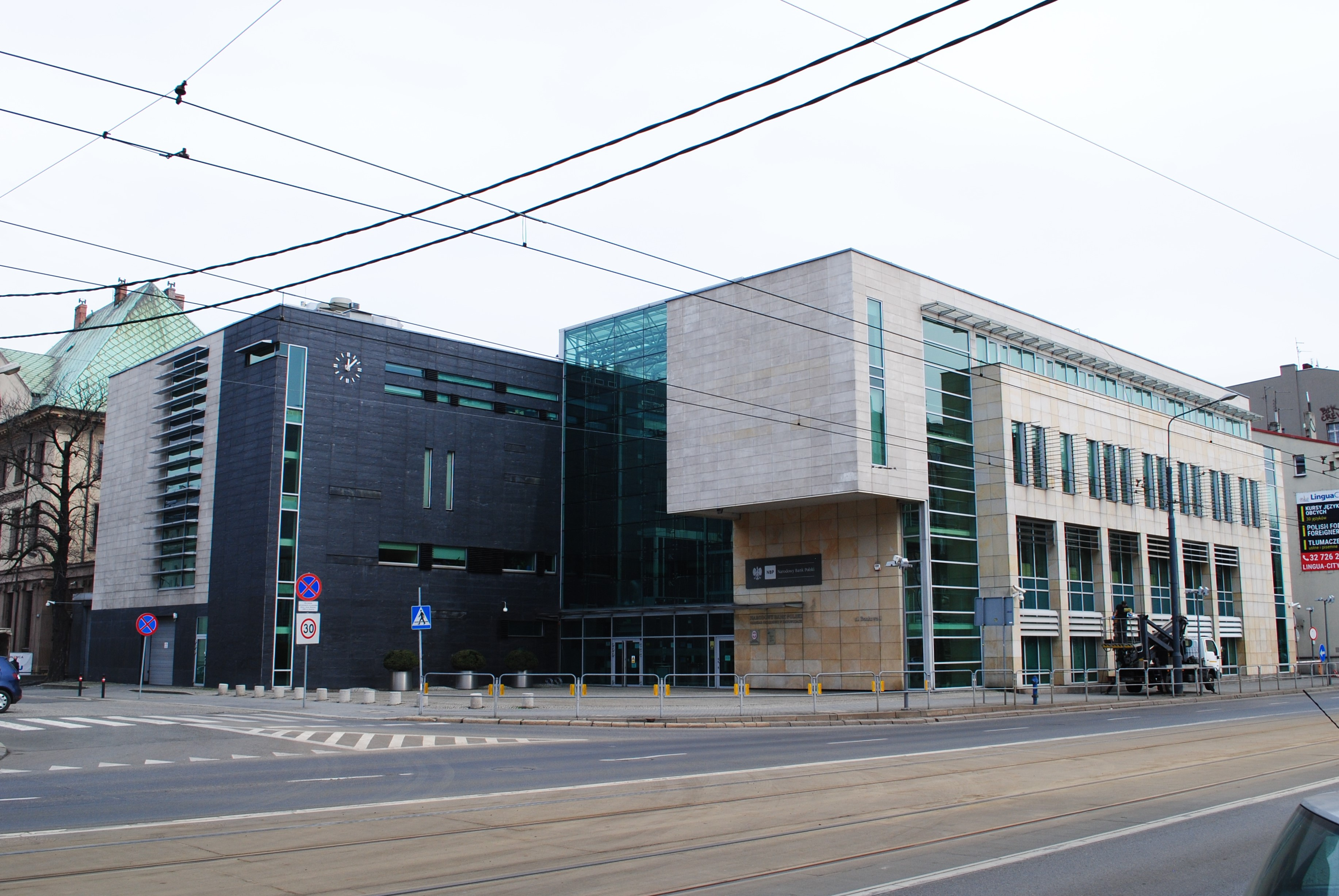
Gmach Oddziału NBP (róg z ul. Bankową)

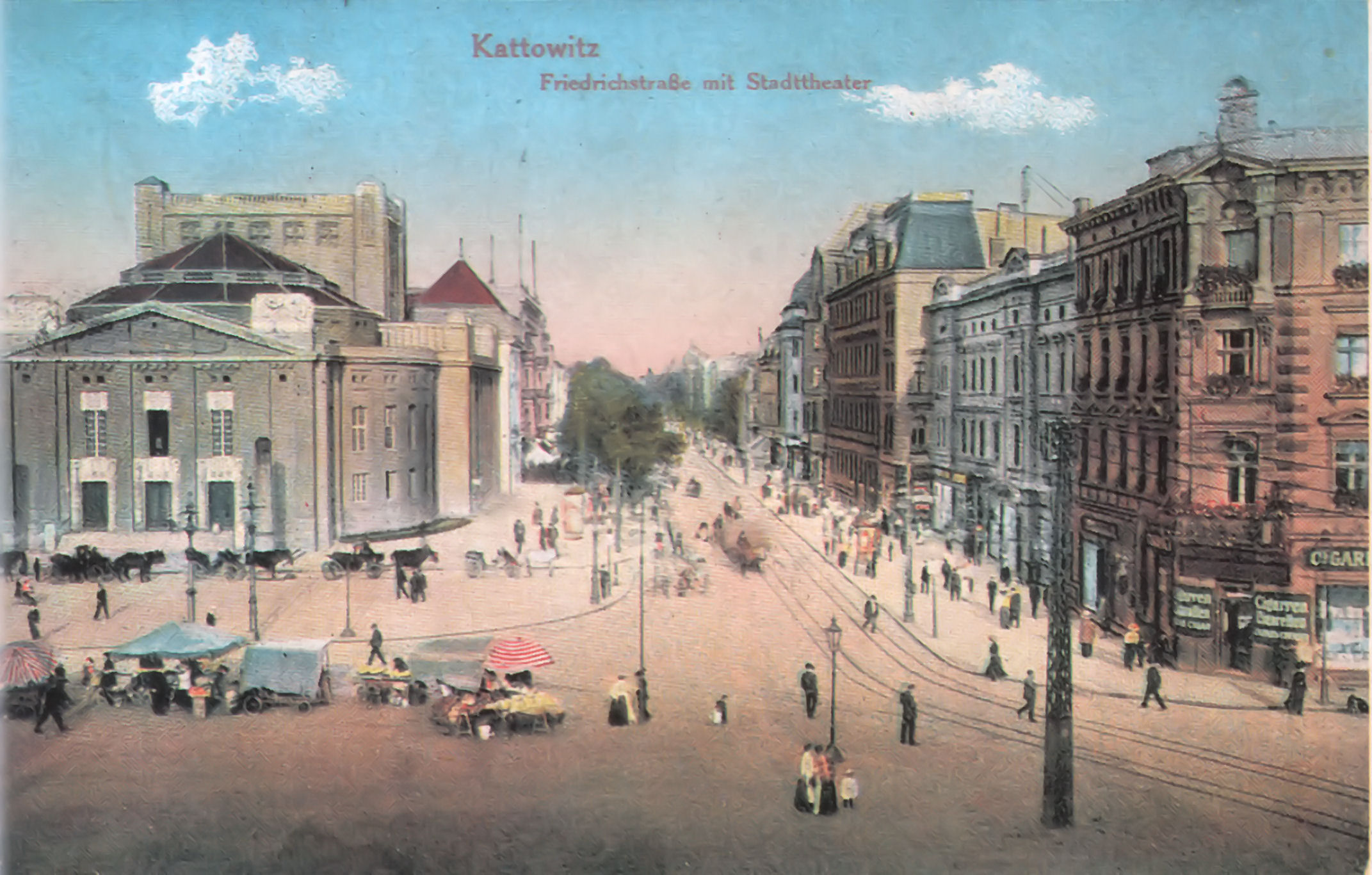
początek ul. Warszawskiej przy Rynku (pocztówka z pocz. XX wieku)

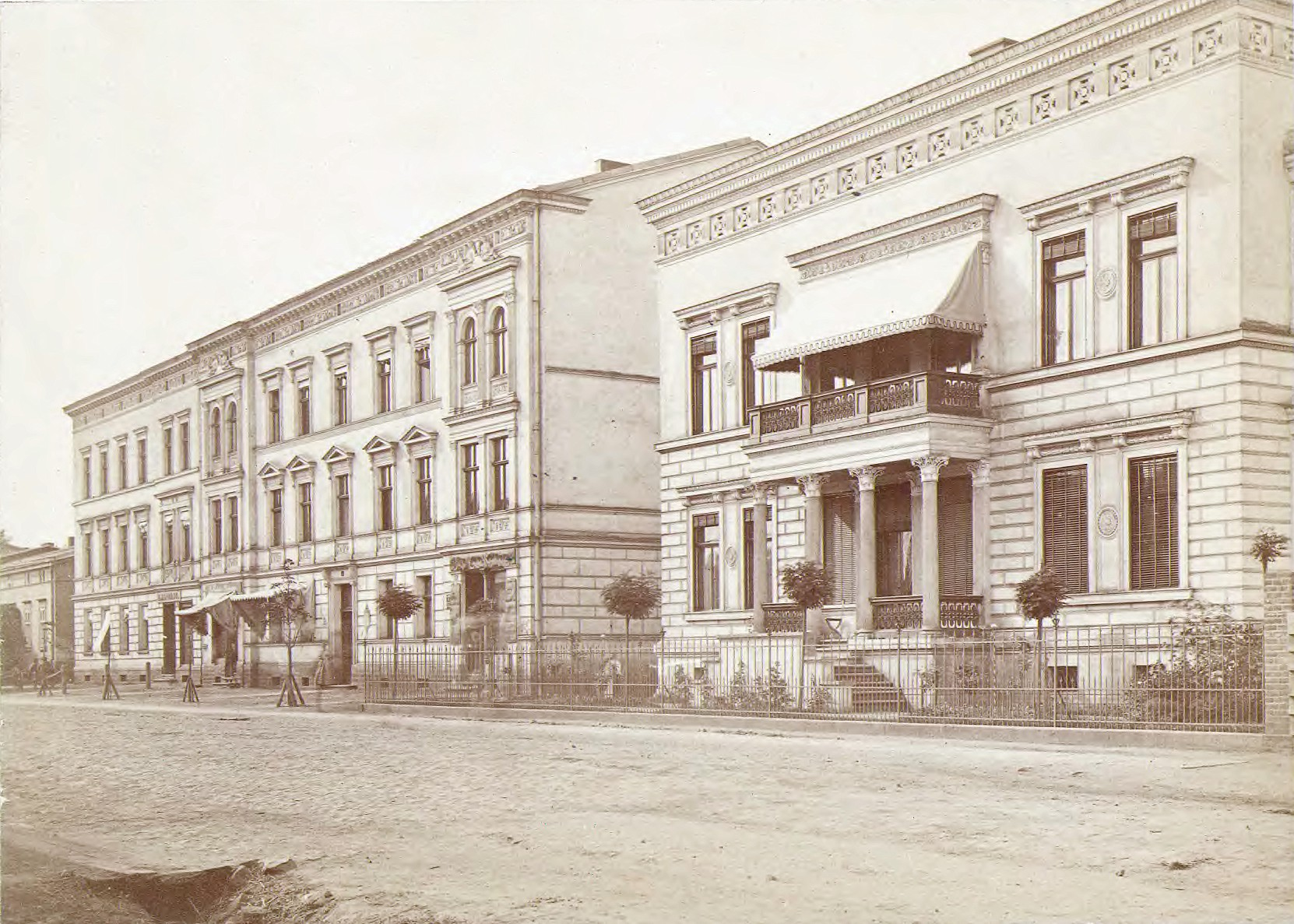
Willa Ignatza Grünfelda (pierwsza po prawej)

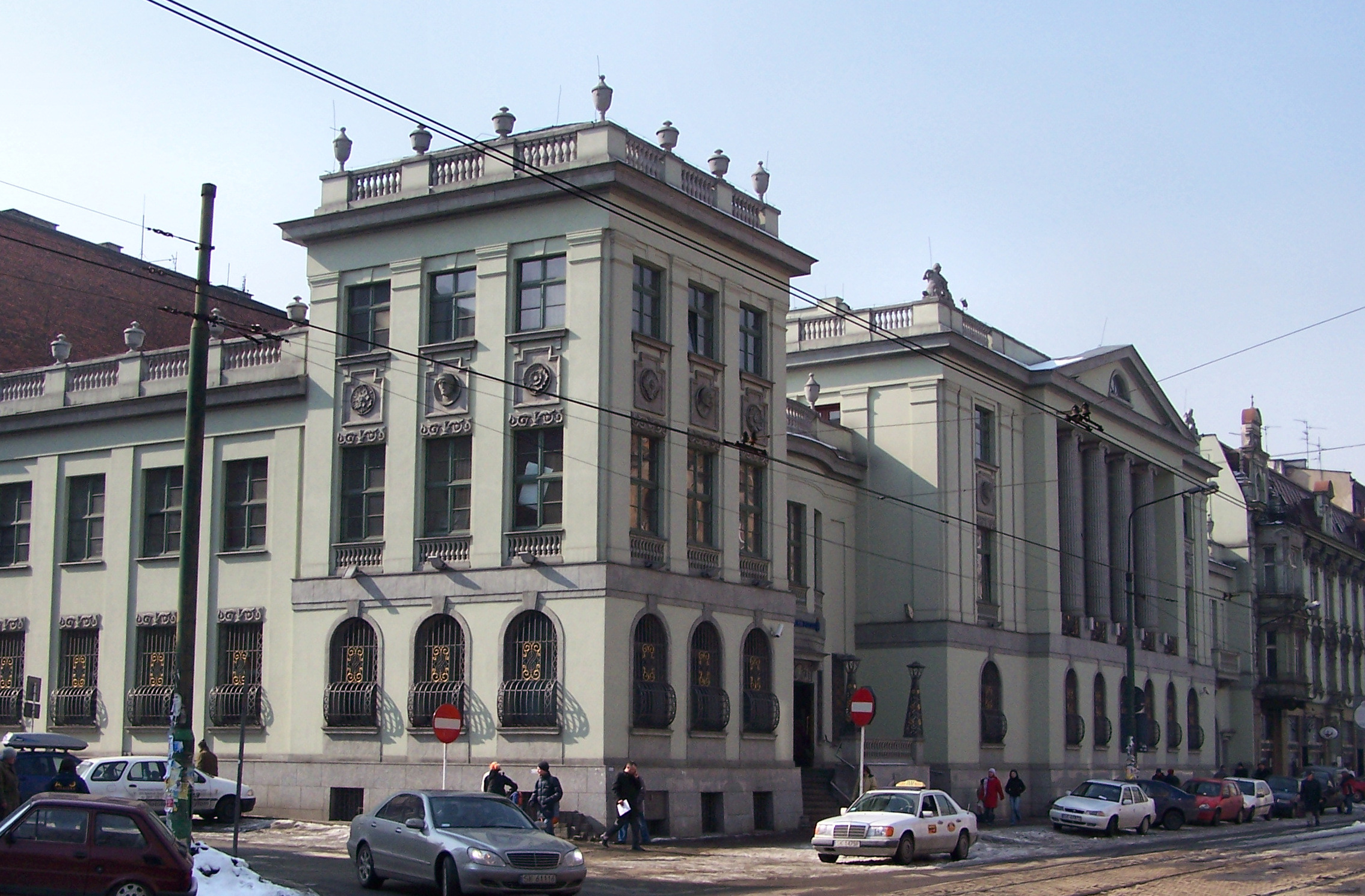
Gmach dawnego Banku Spółek Zarobkowych w Katowicach (później Banku PKO) przy ul. Warszawskiej 7

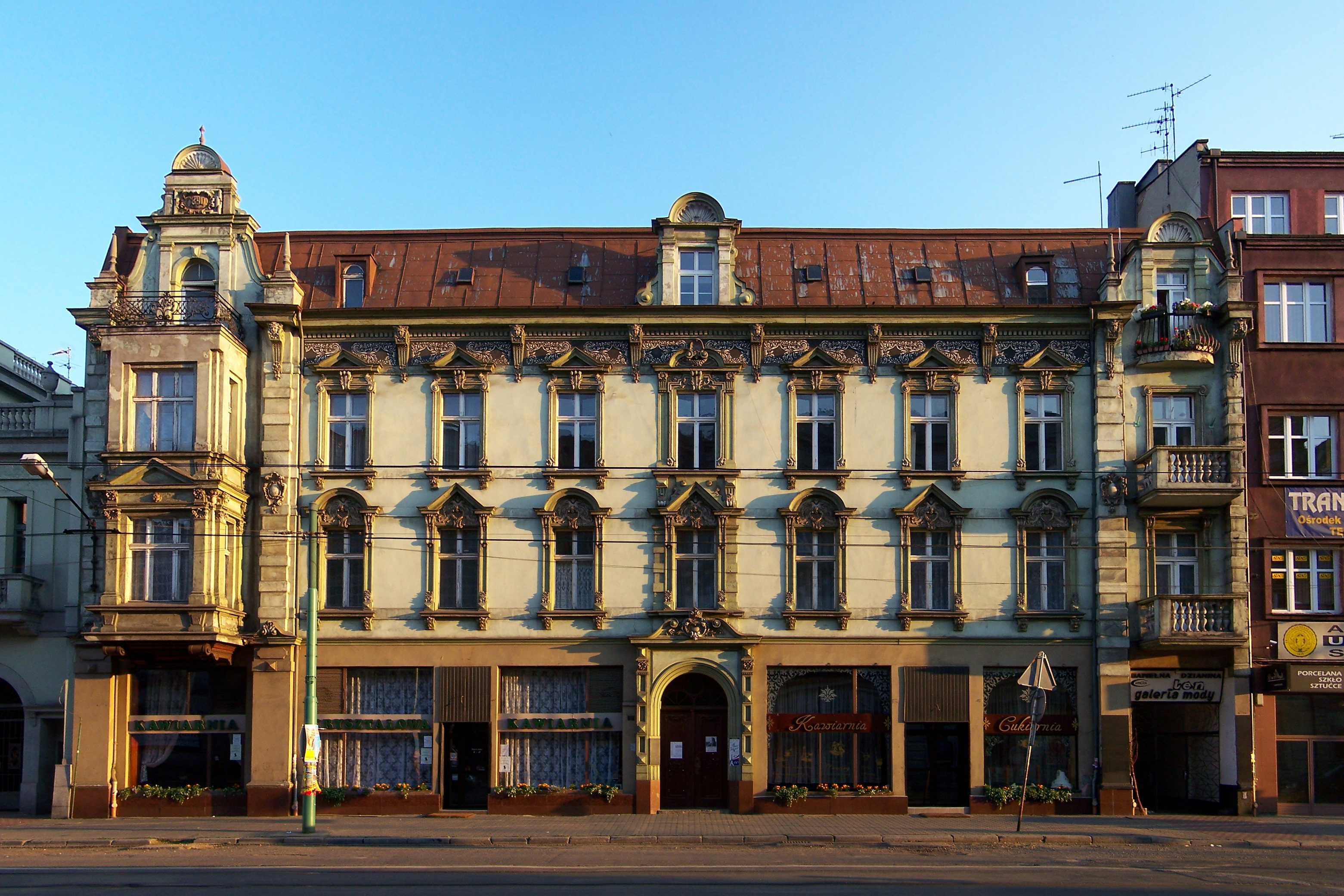
Kamienica przy ul. Warszawskiej 5 oraz "Kawiarnia Kryształowa"

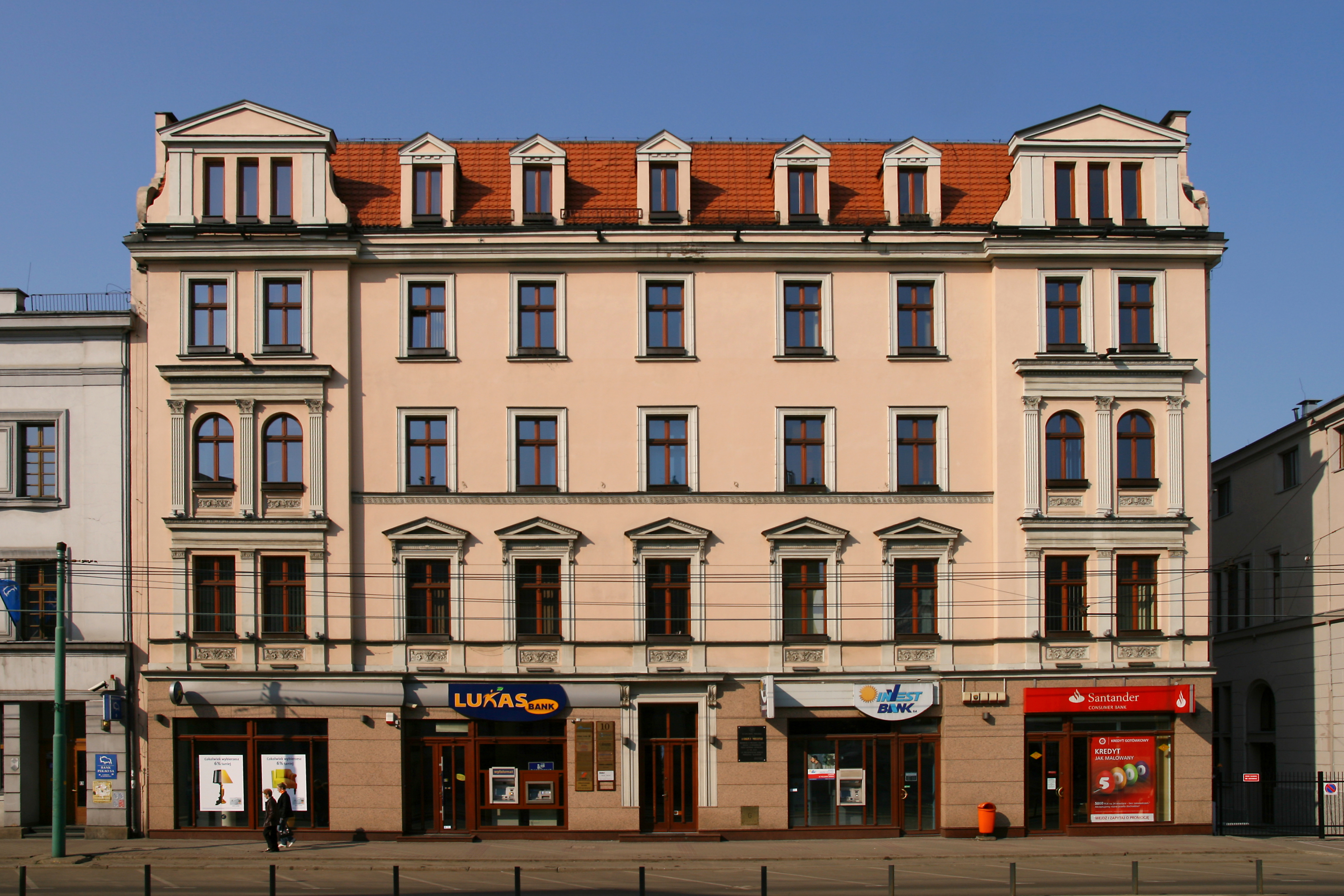
ul. Warszawska 10, kamienica z 1868 (przebud. 1912)

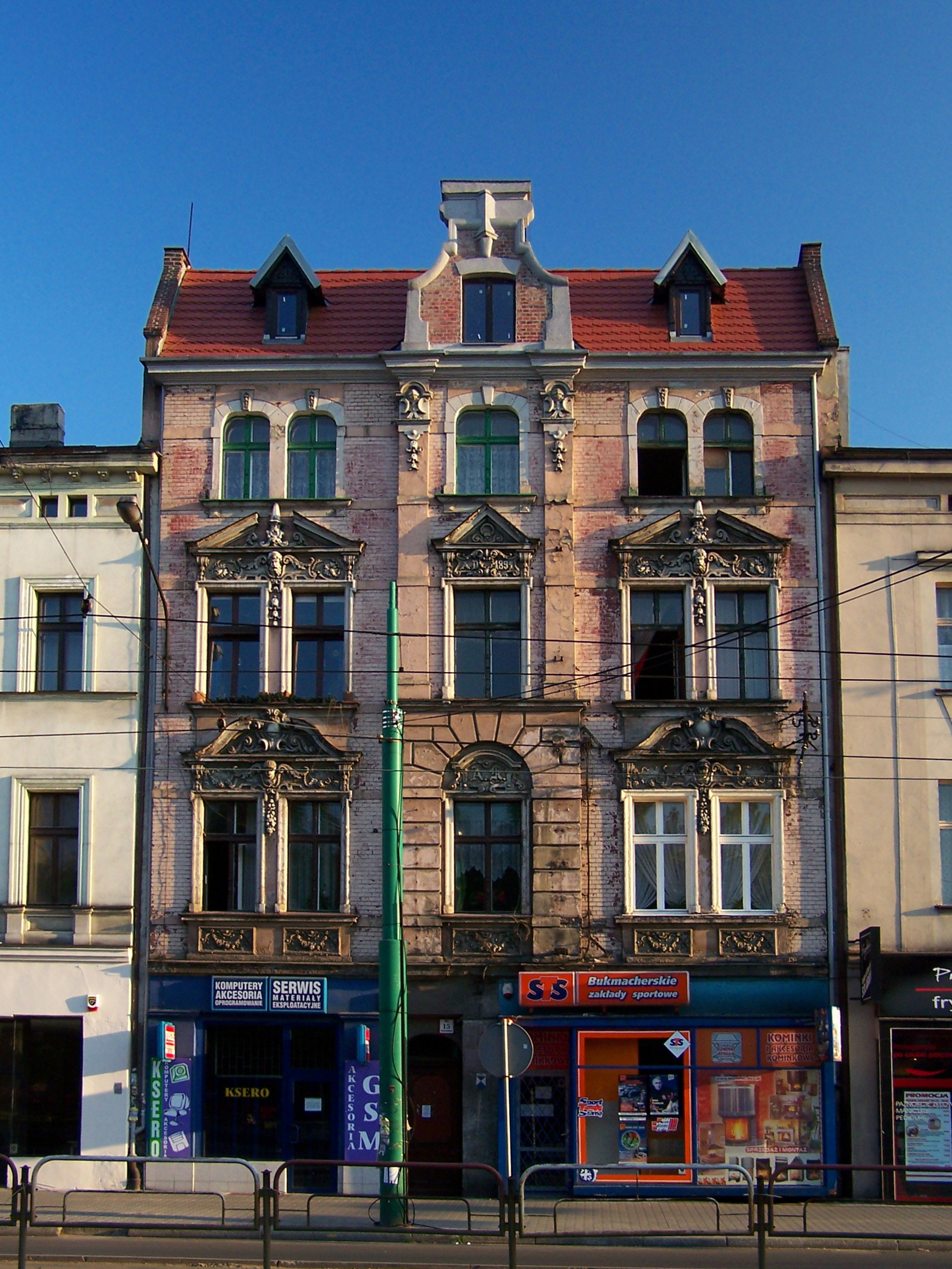
ul. Warszawska 15, wybud. w 1893

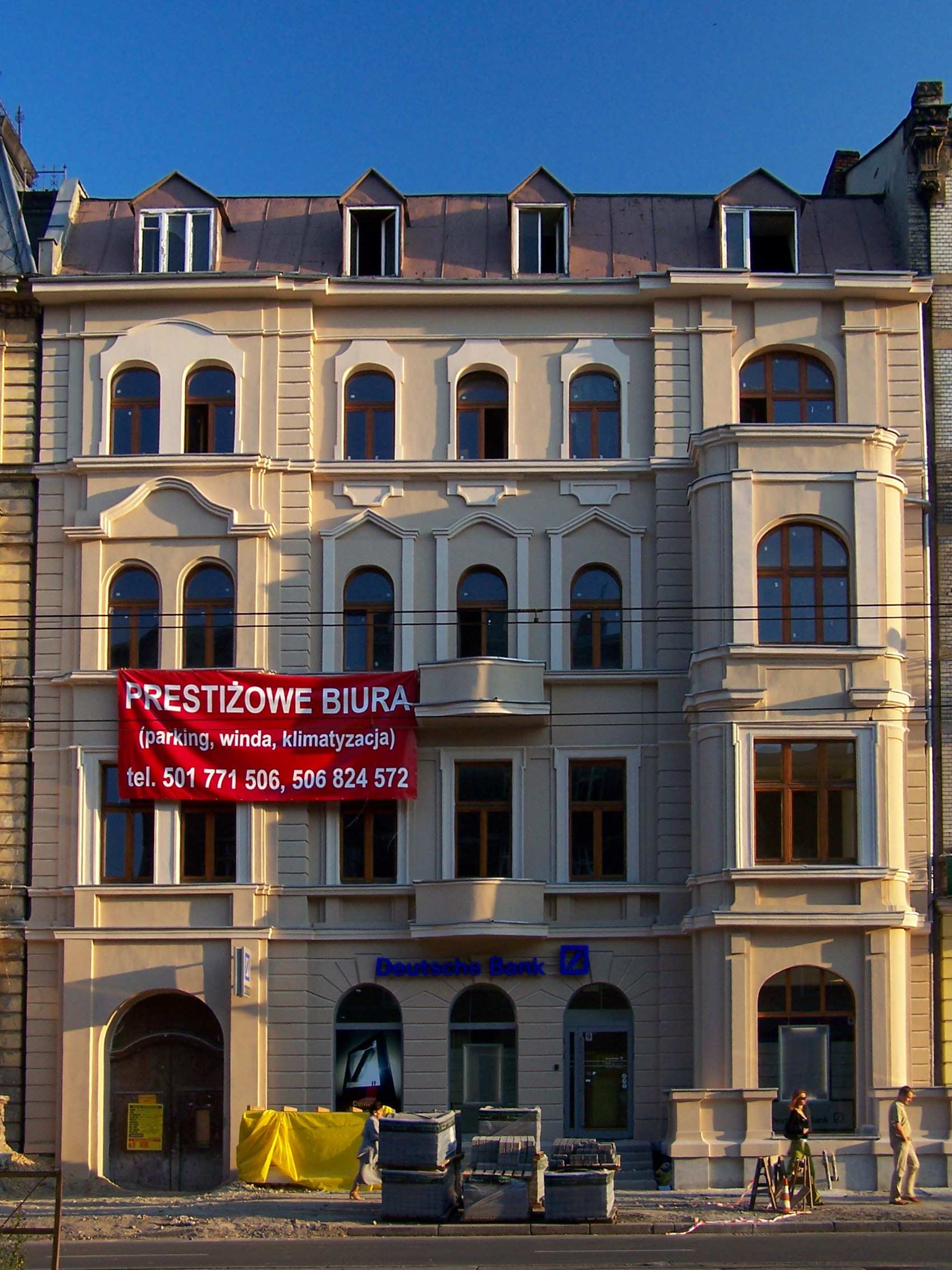
ul. Warszawska 33

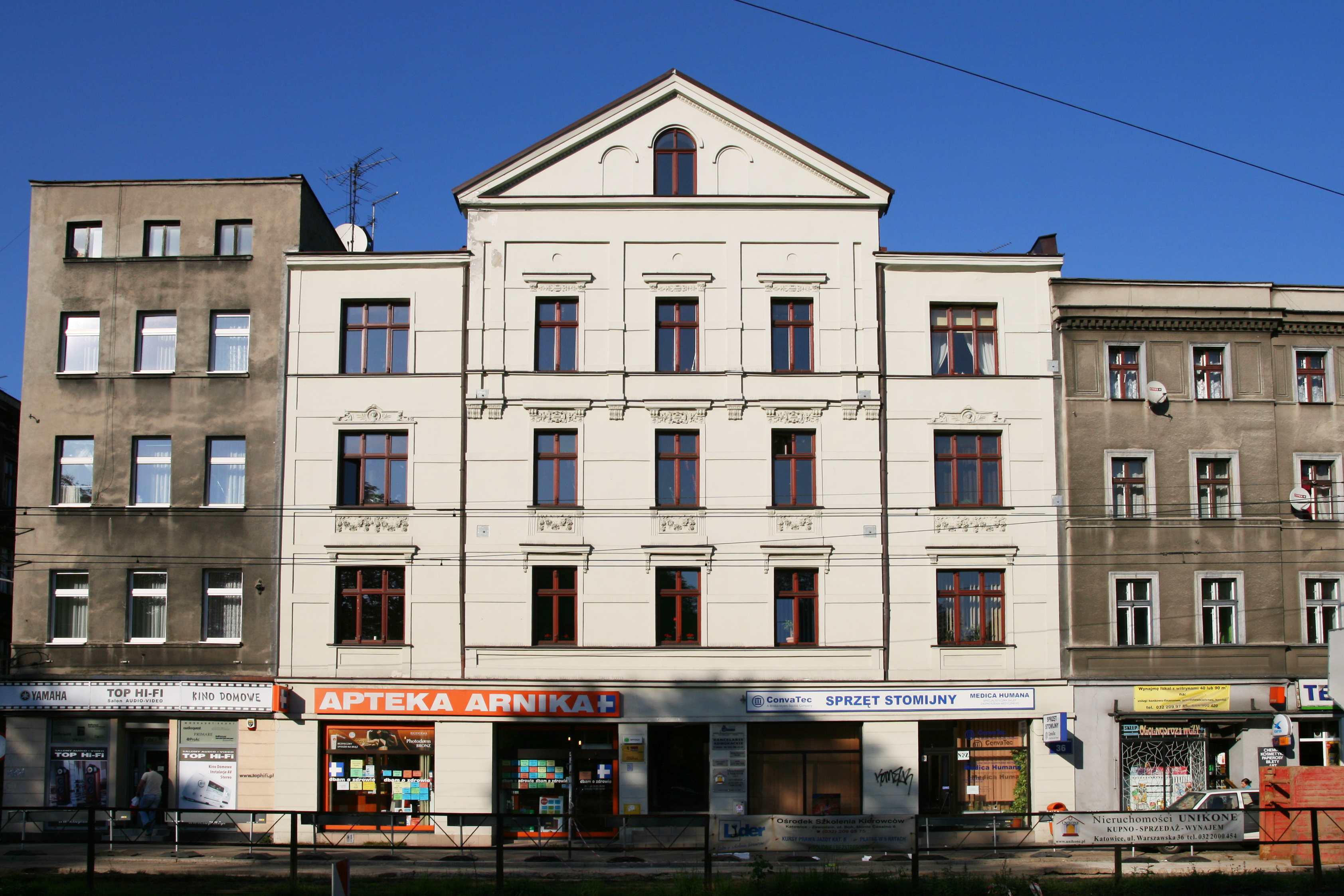
ul. Warszawska 36

Pierwotnie ciąg ulic prowadzących do Rynku (dawniej Friedrichplatz) nazywał się Chausseestraße/Chausee von Myslovitz, w 1857 nazwę zmieniono na Friedrichstraße. Była to główna oś w kierunkach wschód − zachód (razem z Grundmannstraße – ul. 3 Maja oraz Bismarckstraße – ul. Gliwicka). W połowie XIX wieku znajdował się tu Urząd Gminy (Chausseestraße 2).
Na mapie układu przestrzennego wsi Katowice z 1823 droga istnieje jako ważny szlak prowadzący do Mysłowic.
W 1848 r. na początku dzisiejszej ul. Warszawskiej (wówczas był to adres Rynek 12), w miejscu obecnego Domu Handlowego "Zenit", otwarto pierwszy hotel w Katowicach. Od nazwiska jednego z właścicieli (Karl Welt) był popularnie nazywany Hotelem Welta. W 1850 r. w hotelowej sali restauracyjnej na parterze wystąpił ze swoją orkiestrą Johann Strauss.
W 1856 w niewielkim domu przy Friedrichstraße aptekarz Tripitz założył pierwszą katowicką aptekę (później przeniesiona na Mühlstraße – dziś ul. Młyńska). 1 sierpnia 1876 przy tej ulicy powstała również Adlerapotheke ("Apteka pod Orłem") w Spiszowym Domu (zał. przez aptekarza Liedkiego, później należała do radcy miejskiego Herzbergera).
Według królewskich pruskich pomiarów krajowych z 1881 (wydanych w 1883), skrzyżowanie Friedrichstraße i Sedanstraße (obecnie ul. Andrzeja Mielęckiego) leży 264,2 m powyżej poziomu morza.
Uregulowane w fazie wczesnoprzemysłowej proste odcinki traktów i dróg wiejskich zachowały się i były włączane w sieć ulic miejskich, a dwie główne osie komunikacyjne − równoleżnikowa (obecnie ul. Chorzowska i dalej ul. Warszawska) i południkowa (obecnie al. Wojciecha Korfantego a dalej ul. Pocztowa i ul. Tadeusza Kościuszki) − stały się głównymi osiami kanwy urbanistycznej Śródmieścia.
Charakterystycznym elementem krajobrazu miasta w najwcześniejszym okresie rozwoju była dzielnica willowa, rozciągnięta wzdłuż wschodniego odcinka głównej osi urbanistycznej − szosy mysłowickiej (obecnie ul. Warszawska). W początkach XX wieku ulica Warszawska była główną drogą wjazdową do Katowic od strony wschodniej. 20 czerwca 1922 wkroczył nią do miasta generał Stanisław Szeptycki ze swoimi wojskami. W 1926 drodze nadano imię Marszałka Józefa Piłsudskiego. Na ścianie budynku pod nr 6. znajduje się tablica pamiątkowa, ufundowana w 1962 przez społeczeństwo Katowic, ku czci zamordowanego przez niemieckie bojówki 17 sierpnia 1920 Andrzeja Mielęckiego. W 1927 oficynę drukarską o nazwie "Drukarnia Handlowa" z siedzibą przy ul. J. Piłsudskiego 33 założyli bracia Hil i Berek Sztrochlicowie z Będzina. Jesienią 1927 ulica została w kilku miejscach wybrukowana kostką drewnianą. W latach trzydziestych XX wieku przy ulicy pod numerem 49 zlokalizowany był III Komisariat Policji, a pod numerem 21 – hotel "Czora" z trzema pokojami. Podczas II wojny światowej przy ówczesnej Friedrichstraße znajdowała się siedziba grupy gospodarczej wytopu metali Schlesische AG für Bergbau und Zinkhüttenbetrieb.
W latach 60. i 70. XX wieku w związku z budową nowego dworca kolejowego wyburzono część zabudowy w kwartale ulic: 3 Maja, Warszawska, J. Słowackiego. Teatr Śląski w 1981 otworzył tu Scenę Kameralną (ul. Warszawska 2). W 2009 za około 30 mln złotych zmodernizowano torowisko; tory tramwajowe zostały zabudowane w betonowych płytach prefabrykowanych. Wykonano także kilkanaście przystanków tramwajowych z peronami o szerokości jednego pasa ruchu (ograniczono tym samym jezdnię dla samochodów). Wszystkie przystanki wyposażono w nowe wiaty i zabezpieczono je barierami, chroniącymi pieszych od strony jezdni przed ochlapaniem przez przejeżdżające samochody.
W 1999 zawaliła się kamienica przy ul. Warszawskiej 9 (narożna z ul. A. Mielęckiego).

## Instytucje i zabytkowe obiekty
Przy ul. Warszawskiej znajdowała się willa Grundmanna z lat 1868−1869 (przebudowana 1872−73), z portykiem podtrzymywanym przez cztery posągi kariatyd, wieżą, pergolą i ogrodem zimowym (róg z ul. Bankową). Została zburzona decyzją wojewódzkich władz partyjnych w 1973.
Przy ulicy Warszawskiej znajdują się następujące historyczne obiekty:
- Zabytkowa kamienica mieszkalno−handlowa (ul. Warszawska 1) z 1874 według projektu Paula Jackischa z Bytomia w stylu eklektycznym z elementami neorenesansu (nr rej.: A/1561/25[29] z 30 grudnia 1994); kamienica znajduje się w miejscu dawnego ogrodu hotelu "Welt".
- Zabytkowa kamienica (ul. Warszawska 2) z 1908, projektu architekta Metzinga z Berlina w stylu modernizmu (nr rej.: A/1449/91 z 30 grudnia 1991; A/603/2020 z 10 lutego 2020[30]).
- Kamienica (ul. Warszawska 5)[31], zbudowana w stylu historyzmu (eklektyzmu) z elementami neobarokowymi (1890, proj. Arthur Hausler, w 1891 rozbudowano oficynę tylną według projektu Paula Frantziocha, w 1898 dokonano przebudowy na parterze, a w 1900 nadbudowano oficynę tylną według projektu A. Zimmermanna.
- Zabytkowa kamienica (ul. Warszawska 6) z 1897, projektu Ludwika Goldsteina w stylu neobarokowym (nr rej.: A/1391/89 z 23 października 1989; obecnie nr rej. A/1166/23[32]). Budynek zastąpił wcześniejszy dom z lat siedemdziesiątych XIX wieku. Kamienicę wzniesiono na planie "U" ze zwartą bryłą i nieznacznie zryzalitowanymi osiami skrajnymi.
- Budynek dawnego Banku Spółek Zarobkowych (ul. Warszawska 7)[33] z 1923 (nr rej.: A/1386/89 z 10 października 1989), powstał po przebudowie willi Sacksa z 1876 (willę wbudowano w nowy obiekt).
- Zabytkowy gmach bankowy z początku XX wieku przy ul. Warszawskiej 8 (nr rej.: A/702/2020[34] z 23 października 1989) z 1928 w stylu wtórnego neoklasycyzmu[1].
- Kamienica wybudowana przez Theodora Wawrzika w 1868 (przebudowa w 1912) w stylu historyzmu przy ulicy Warszawskiej 10[31]. Pod numerem 10, na drugim piętrze, mieszkał Andrzej Mielęcki[35].
- Willa Ignatza Grünfelda (ul. Warszawska 12), wybudowana w 1870 według projektu Ignatza Grünfelda[36] w stylu modernizmu/neoklasycyzmu[31]. W dwudziestoleciu międzywojennym funkcjonował tu oddział Deutsche Bank u. Disonto-Gesellschaft oraz Dresdner Bank[33].
- Dawny Państwowy Bank Rolny (1938, proj. Marian Lalewicz[37], ul. Warszawska 14[38]), w stylu zbliżonym do modernizmu o formach funkcjonalizmu, choć z bogatszymi elementami dekoracyjnymi (nr rej.: A/1389/89 z 23 października 1989; A/703/2020 z 29 września 2020[34]). Obiekt to przebudowana willa Hugo Grünfelda z 1900[39].
- Kamienica (ul. Warszawska 15)[31], wybudowana w 1893 w stylu historyzmu (eklektyzmu) według projektu Ludwiga Schneidera.
- Kamienica mieszkalna (ul. Warszawska 17, ul. św. Stanisława 1)[31].
- Kościół ewangelicki Zmartwychwstania Pańskiego (ul. Warszawska 18) z lat 1856−1858 w stylu neoromańskim, z fundacji Huberta von Thiele-Winckler, proj. Richard Lucae; kościół ten był pierwszym monumentalnym obiektem w Katowicach (nr rej.: A/1285/82 z 2 lutego 1982).
- Kamienica mieszkalna (ul. Warszawska 25-27) z ok. 1895 (nr rej. A/1387/24 z 25 kwietnia 2024)[40].
- Budynek (ul. Warszawska 28) (róg z ul. św. Pawła[31]), wybudowany w 1928 według projektu Gustava Kutschki na planie w kształcie odwróconej litery "U". W budynku mieszkał Teodor Obremba[41].
- Zabytkowa kamienica mieszczańska (ul. Warszawska 28a), wybudowana w 1873 w stylu modernizmu (nr rej.: A/41/00 z 11 grudnia 2000).
- Willa inżyniera Edwarda Nacksa (ul. Warszawska 29)[39].
- Zabytkowa kamienica mieszkalna (ul. Warszawska 30) z 1870, według projektu Boenischa z 1865, dla rodziny Kristufków, przebudowana w 1895 według projektu P. Franziocha w stylu historyzmu (nr rej.: A/1432/91 z 30 sierpnia 1991; obecnie A/1220/23[42]).
- Zabytkowa kamienica (ul. Warszawska 31) z 1902, proj. Max Grünfeld w stylu secesyjnym (nr rej.: A/1570/95 z 31 maja 1995, A/664/2020 z 9 czerwca 2020[43]). Wcześniej w tym miejscu istniała willa Holtzego (wzniesiona w połowie XIX wieku).
- Zabytkowa kamienica (ul. Warszawska 34)[31] z 1875 (przebudowana w latach 1937−38, znajduje się na rogu z ul. Wodną 1).
- Zabytkowa kamienica (ul. Warszawska 35), wybudowana w 1894 w stylu neobarokowym na planie prostokątnym z oficyną boczną w kształcie litery "L" (nr rej.: A/1438/91 z 31 października 1991, nr rej.: A722/2020 z 26 października 2020[44]).
- Willa Kramstów (ul. Warszawska 37) z lat 1875−76, proj. Julius Hasse, willa ogrodowa (nr rej.: A/1439/91 z 31 października 1991).
- Dawna willa ogrodowa budowniczego Juliusa Hasse (ul. Warszawska 42), zbudowana w 1870 w stylu klasycystycznym/eklektycznym, na planie litery "L" (nr rej.: A/1335/85 z 21 maja 1985); wejście znajdowało się od strony podwórza; płaskie podziały fasady tworzą w części środkowej dwuosiowy ryzalit z portykami (górny portyk zwieńczono belkowaniem i trójkątnym przyczółkiem, został oddzielony od dolnego portytku attyką)[45]. Obecnie budynek jest siedzibą Wojewódzkiego Ośrodka Medycyny Pracy[46].
- Kamienica mieszkalna (ul. Warszawska 43) z ok. 1896, wzniesiona na narożnej działce na rogu Friedrichstraße i Letochastraße (dziś ul. Warszawska i ul. ks. Konstantego Damrota), wg projektu firmy budowlanej Ignatz Grünfeld Baugeschäft; wpisana do rejestru zabytków 1 czerwca 2023 (nr rej. A/1202/23[47]).
- Dawny budynek Starostwa Powiatowego w Katowicach (ul. Warszawska 45) z 1857 według projektu Hanniga w stylu neorenesansu, przebudowana w 1936 przez Franciszka Krzywdę-Polkowskiego i scalona z budynkami przy ulicy Warszawskiej 47 i 49; połączone zostały wnętrza, natomiast w elewacjach można wyróżnić poszczególne kamienice (nr rej.: A/1488/92 z 11 sierpnia 1992; obecnie A/1222/23[42]). W dwudziestoleciu międzywojennym pod numerem 47 swoją siedzibę miał konsulat brazylijski[48] i Starostwo[49] oraz Sąd Kupiecki Powiatowy[50].
- Budynek Szpitala Sióstr Elżbietanek (ul. Warszawska 52) prawdopodobnie projektu architekta Hermana Kustoscha z 1906, wzniesiony w latach 1907−1912 w stylu eklektycznym (nr rej.: A/1336/85 z 21 maja 1985; obecnie nr rej. A/1157/23[51]).
- Willa Oskara Działoszyńskiego (ul. Warszawska 55)[39], z ok. 1897 (nr rej. A/1275/23 z 20 października 2023[52]).
- Zabytkowa kamienica (ul. Warszawska 57) z 1937 według projektu Tadeusza Kozłowskiego w stylu funkcjonalizmu (nr rej.: A/15498/94 z 14 listopada 1994; obecnie nr rej. A/1221/23[42]).
- Zabytkowe kamienice z końca XIX i początku XX wieku[31] (ul. Warszawska 3, 4, 11, 19, 21, 23, 26, 32, 33, 36, 38, 40, 44, 46, 48, 50, 51, 53, 56, 58, 60, 61, 62, 63, 63a, 65, 66, 67, 69).

Pozostałe instytucje przy ul. Warszawskiej:
- Klub Niezależnych Stowarzyszeń Twórczych "Marchołt",
- szkoły języków obcych,
- kancelarie adwokackie, banki, urzędy państwowe,
- Wydawnictwo Apostolstwo Chorych,
- Diecezja Katowicka Kościoła Ewangelicko-Augsburskiego w RP,
- Duszpasterstwo Pielgrzymkowe Archidiecezji Katowickiej[53]
- Fundacja dla Śląska[54],
- Urząd Miasta Katowice – Wydział Inwestycji,
- redakcja miesięcznika "Mały Gość Niedzielny".

## Komunikacja
W 1900 spółka Schlesische Kleinbahn AG otworzyła linię tramwajową Katowice − Mysłowice; część torowiska tej linii przebiegała na całej długości ul. Warszawskiej.
Ulicą Warszawską kursują tramwaje i autobusy (na odcinku od ul. Francuskiej do ul. Szkolnej): ZTM i PKM Jaworzno.
Z powodu korków, utrudniających przejazd ulicą Warszawską, od 2005 autobusy miejskie kursują tylko na odcinku od ul. Francuskiej do ul. Szkolnej. W założeniu ówczesnego organizatora kominikacji KZK GOP pasażerowie mają przesiadać się do tramwajów, zapewniających szybki dojazd do ścisłego centrum miasta.